# Arrondissement Metz-Ville
Metz-Ville is een voormalig arrondissement van het Franse departement Moselle in de regio Lotharingen. Op 1 januari 2015 werd het aangrenzende arrondissement Metz-Campagne opgeheven en de gemeentes werden opgenomen in het arrondissement Metz-Ville, dat werd hernoemd naar het huidige arrondissement Metz.
Toen in 1871 het toenmalige arrondissement Metz onderdeel van het Bezirk Lothringen van het door het Duitse Keizerrijk geannexeerde Reichsland Elzas-Lotharingen werd Metz een kreisfreie stadt. Toen in 1918, na de Eerste Wereldoorlog Frankrijk Elzas-Lotharingen weer annexeerde werd de kreisfreie stadt omgevormd tot het arrondissement Metz-Ville.

## Kantons
Het arrondissement was samengesteld uit de volgende kantons:
- Metz-Ville-1
- Metz-Ville-2
- Metz-Ville-3
- Metz-Ville-4